# 473 (số)
473 (bốn trăm bảy mươi ba) là một số tự nhiên ngay sau 472 và ngay trước 474.